# 4111 Lamy
4111 Lamy è un asteroide della fascia principale. Scoperto nel 1981, presenta un'orbita caratterizzata da un semiasse maggiore pari a 2,2993648 UA e da un'eccentricità di 0,1269452, inclinata di 2,66830° rispetto all'eclittica.